# Marta Sango
Marta Sánchez Gómez (Torre del Mar, Málaga, 28 de junio de  2000),  más conocida como Marta Sango, es una cantante, compositora y actriz española. Saltó a la fama tras su participación en el programa Operación Triunfo 2018.

## Biografía
Nació el 28 de junio de 2000 en la Provincia de Málaga. Desde pequeña  tomó clases de Guitarra eléctrica y con 14 años  comenzó a asistir a la Coral Joven Stella Maris de  su pueblo Torre del Mar. Luego formó parte del grupo a capela Artmonies.
Con 18 años ingresa en la academia de Operación Triunfo.

## Trayectoria

### 2018: Operación Triunfo
Marta Sango se presentó al casting de Operación Triunfo 2018,consiguió pasar todas las fases y llegó a ser seleccionada para participar en la gala 0 del programa, en donde finalmente fue elegida como una de los 16 concursantes de la edición.
Entre sus actuaciones más destacadas dentro del programa se encuentran Leave me alone de Michael Jackson y  One more try de George Michael.
Estuvo  nominada en cuatro ocasiones y finalmente sería expulsada en la gala 11, ocupando así la 7º posición en el concurso.
Una vez finalizado el programa,todos los concursantes realizaron una gira  por España actuando en recintos emblemáticos tales como el  WiZink Center de Madrid y el Palau Sant Jordi de Barcelona.

### 2019: Inicios, La Llamada, Primer sencillo
Después de salir de la academia, participó en la gala 3 del programa La mejor canción jamás cantada,en donde debió interpretar la canción  Ave María de David Bisbal, el cual fue el tema ganador de esta gala dedicada a la década de los 2000.
En abril se llevó a cabo la final del programa y en esta oportunidad Marta Sango interpretó la canción La Flaca de Jarabe de Palo, obteniendo finalmente la tercera posición en el programa.
Desde el 16 de octubre de 2019 interpreta el papel de Susana Romero en La llamada (musical).
El 27 de diciembre de 2019 publicó su primer sencillo en solitario titulado  «Por ti » bajo el sello discográfico Universal Music.

### 2020
El 29 de diciembre de 2020 lanza su segundo single llamado «¿Qué más quieres de mí?» bajo el sello discográfico  Blanco y Negro Music.

### 2021-2022
Marta Sango sigue actualmente formando parte del elenco de La llamada (musical).
El 10 de diciembre de 2021, RTVE anunció que  Marta Sango era una de las artistas elegidas para participar en el Benidorm Fest con su tema titulado «Sigues en mi mente», canción con la cual optaba a representar a España en el Festival de la Canción de Eurovisión 2022. Finalmente sería eliminada en la segunda semifinal, ocupando la 10º posición en el festival. 
El 18 de febrero sacó la intro llamada 'Disparar' como adelanto de su futuro nuevo disco que habrá salido en 2022.
Tras ese intro de lo que será su primer disco, Marta lanzó el 25 de marzo otro nuevo sencillo titulado 'Escapar', con videoclip incluido. 
Al principio de abril se anuncia que formará parte del 'Weekend Beach Festival' celebrado en julio en Torre del Mar, su pueblo.
Marta también forma parte del "Atlantic Pride" el 8 de julio, celebrado en La Coruña, por segundo año consecutivo.
Este mismo año, junto a sus bailarines Andoni y Manu, Marta Sango forma parte del corto promocional de Netflix España para apoyar la candidatura de Chanel Terrero en el festival de Eurovisión 2022.
El viernes 20 de mayo de 2022 Marta participa como invitada especial en la bienvenida al Cool Fest en Fuengirola, en el Centro Comercial Miramar
También forma parte del cartel del Pride de Barcelona, celebrado el 24 y 25 de junio. 
En diciembre participa como invitada en el Mediafest Night Fever, acompañando a Makoke Giaever y cantando la canción 'Sigues en mi mente'.

### 2023
El 4 de enero de 2023 participó en la gala Benidorm Fest Stars, cantando la canción 'La Corriente' junto a su amiga Rakky Ripper. Sigue interpretando a Susana Romero en el musical de 'La Llamada'. Además, es la actriz protagonista del corto ganador del Festival ADN, con el corto 'Gazpachuelo', producido por su amiga Chari Li. 
Entre otras cosas, forma parte del jurado español en el Festival de La Canción de Eurovisión de 2023.

## Discografía

### Sencillos
| Año  | Título                                | Composición                          |
| ---- | ------------------------------------- | ------------------------------------ |
| 2019 | Por ti                                | Marta Sango, René, Luis Sansó Gil    |
| 2020 | ¿Qué más quieres de mí?               | Marta Sango, René, Luis Sansó Gil    |
| 2021 | Sigues en mi mente                    | Marta Sango, Mané López, Marco Frías |
| 2022 | Disparar                              | Marta Sango                          |
| 2022 | Escapar                               | Marta Sango                          |
| 2022 | La Corriente                          | Marta Sango, Rakky Ripper            |
| 2023 | Las Cosas Que Aún Me Quedan Por Vivir | Marta Sango                          |
| 2023 | lento/rápido                          | Marta Sango                          |

### Colaboraciones
| Año  | Título             | Colaboración |
| ---- | ------------------ | ------------ |
| 2024 | Adulta y funcional | Rakky Ripper |

## Teatro
| Obras de teatro | Obras de teatro      | Obras de teatro | Obras de teatro                | Obras de teatro |
| Año             | Obra                 | Personaje       | Director(es)                   |                 |
| --------------- | -------------------- | --------------- | ------------------------------ | --------------- |
| 2019-presente   | La llamada (musical) | Susana Romero   | Javier Ambrossi y Javier Calvo |                 |

## Filmografía

### Programas de televisión
| Año  | Programa                       | Cadena    | Función     | Datos                                      |
| ---- | ------------------------------ | --------- | ----------- | ------------------------------------------ |
| 2018 | Operación Triunfo              | La 1      | Concursante | 7° Posición                                |
| 2019 | La mejor canción jamás cantada | La 1      | Concursante | Gala 3(Ganadora),Gala final(3era Posición) |
| 2022 | Benidorm Fest                  | La 1      | Concursante | 10° Posición                               |
| 2024 | La Mejor Generación            | Telecinco | Concursante |                                            |

### Series
| Año  | Título        | Personaje  | Cadena  | Datos                            |
| ---- | ------------- | ---------- | ------- | -------------------------------- |
| 2019 | Paquita Salas | Ella misma | Netflix | 1.er episodio de la 3ª temporada |

### Cortometrajes
| Año  | Título          | Personaje           | Producción   |
| ---- | --------------- | ------------------- | ------------ |
| 2021 | Cerdo agridulce | Sabrina             | Cosmic tree  |
| 2022 | Calamarfest     | Ella misma          | Netflix      |
| 2023 | Gazpachuelo     | Una joven malagueña | Festival ADN |

## Premios y nominaciones

### BroadwayWorld Spain
| Año  | Categoría              | Premio                   | Resultado |
| ---- | ---------------------- | ------------------------ | --------- |
| 2020 | Mejor Actriz Principal | BroadwayWorld Spain 2020 | Nominada  |

### Actuality Awards
| Año  | Categoría         | Premio                | Resultado |
| ---- | ----------------- | --------------------- | --------- |
| 2020 | Artista Actuality | Actuality Awards 2020 | Ganadora  |